# Hemodiálise
Hemodiálise, ou simplesmente diálise, é um processo de filtragem do sangue de uma pessoa cujos rins não estão funcionando normalmente. Este tipo de diálise realiza a remoção extracorpórea de resíduos, como creatinina e ureia, e de água livre do sangue quando os rins estão em estado de insuficiência renal. A hemodiálise é uma das três terapias de substituição renal (as outras duas são o transplante renal e a diálise peritoneal). Um método alternativo para a separação extracorpórea de componentes sanguíneos, como plasma ou células, é a aférese.
A hemodiálise pode ser uma terapia ambulatorial ou hospitalar. A hemodiálise de rotina é realizada em uma unidade ambulatorial de diálise, seja uma sala construída para esse fim em um hospital ou uma clínica independente e dedicada. Menos frequentemente, a hemodiálise é feita em casa. Os tratamentos de diálise em uma clínica são iniciados e gerenciados por uma equipe especializada composta por enfermeiros e técnicos; os tratamentos de diálise em casa podem ser iniciados e gerenciados pelo próprio paciente ou feitos em conjunto com a assistência de um auxiliar treinado, geralmente um membro da família.

## Usos médicos

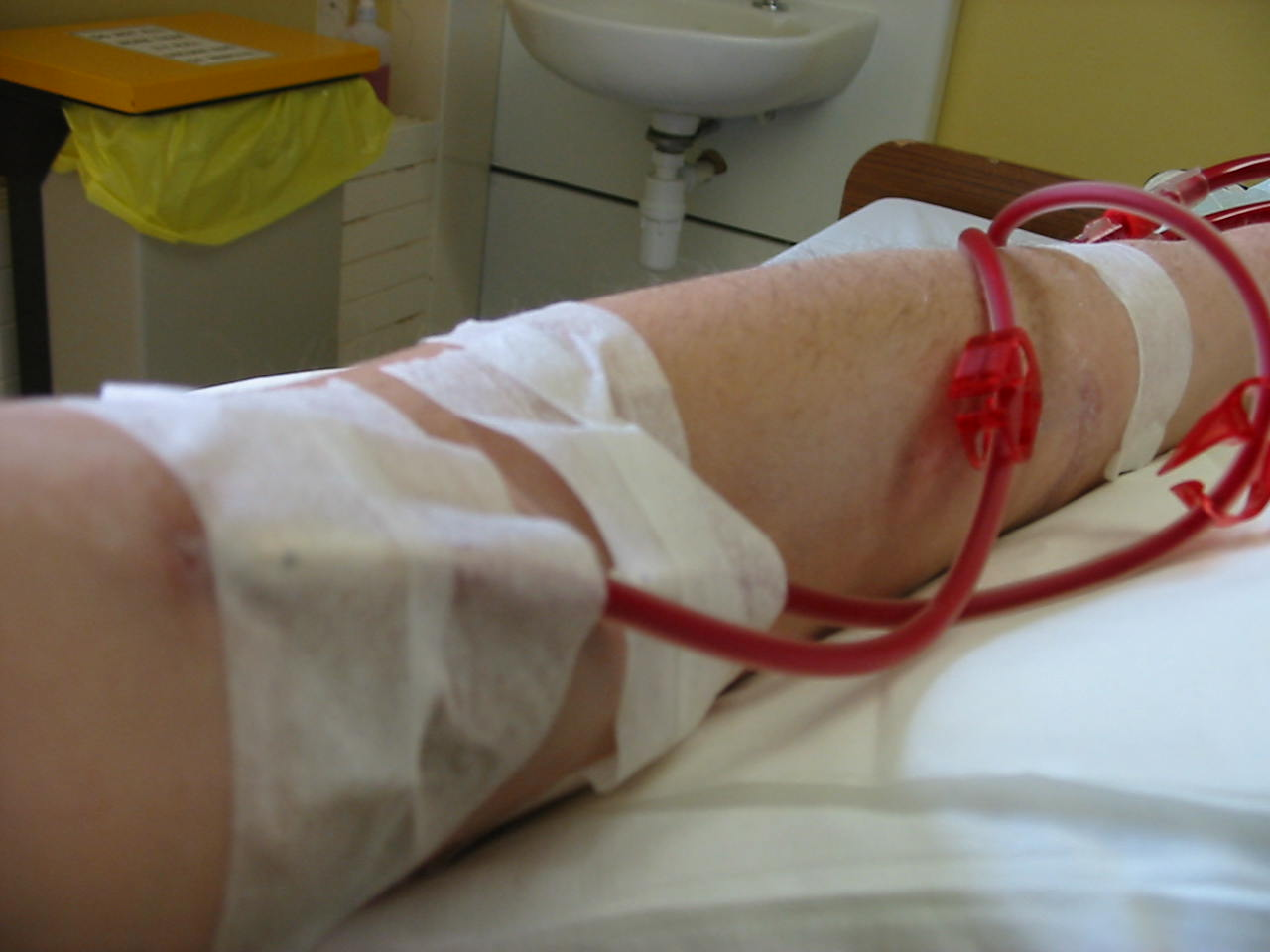
Hemodiálise em andamento

A hemodiálise é a escolha de terapia de substituição renal para pacientes que necessitam de diálise agudamente e, para muitos pacientes, como terapia de manutenção. Ela proporciona excelente e rápida depuração de solutos.
Um nefrologista decide quando a hemodiálise é necessária e os vários parâmetros para um tratamento de diálise. Estes incluem a frequência (quantos tratamentos por semana), a duração de cada tratamento e as taxas de fluxo de sangue e solução de diálise, bem como o tamanho do dialisador. A composição da solução de diálise também é, por vezes, ajustada em termos dos seus níveis de sódio, potássio e bicarbonato. Em geral, quanto maior o tamanho corporal de um indivíduo, mais diálise ele precisará. Na América do Norte e no Reino Unido, tratamentos de três a quatro horas (às vezes até cinco horas para pacientes maiores) administrados três vezes por semana são típicos. Para alguns pacientes, os nefrologistas podem sugerir uma abordagem incremental, especialmente para aqueles com função renal residual substancial no momento do início da diálise. Com a "hemodiálise incremental", a prescrição inicial de diálise começa com menos sessões e/ou sessões mais curtas por semana — geralmente uma ou duas sessões de três horas — e aumenta gradualmente a frequência e a duração à medida que a função renal diminui. Quatro sessões por semana podem ser prescritas para pacientes maiores, bem como para pacientes que têm problemas com sobrecarga de fluidos.
Há um interesse crescente em hemodiálise domiciliar diária curta , que consiste em sessões de 1,5 a 4 horas, administradas de cinco a sete vezes por semana, geralmente em casa. Há também interesse em diálise noturna, que envolve a diálise de um paciente, geralmente em casa, por oito a dez horas por noite, de três a seis noites por semana. A diálise noturna em centro, de três a quatro vezes por semana, foi descrita pela primeira vez há mais de quarenta anos e é oferecida em algumas unidades de diálise.

## Efeitos adversos

### Desvantagens
- Restringe a independência, pois as pessoas submetidas a este procedimento não podem viajar devido à disponibilidade de materiais
- Requer mais suprimentos, como água de alta qualidade e eletricidade
- Requer tecnologia confiável, como máquinas de diálise
- O procedimento é complicado e exige que os cuidadores tenham mais conhecimento
- Requer tempo para configurar e limpar máquinas de diálise e despesas com máquinas e pessoal associado[2]

### Complicações

#### Mudanças de fluidos
A hemodiálise geralmente envolve a remoção de fluidos (por meio de ultrafiltração), porque a maioria dos pacientes com insuficiência renal urina pouco ou nada. Os efeitos colaterais causados pela remoção de muito líquido e/ou remoção de líquido muito rápida incluem pressão arterial baixa, fadiga, dores no peito, cãibras nas pernas, náuseas e dores de cabeça. Esses sintomas podem ocorrer durante o tratamento e persistir após o tratamento; às vezes, são chamados coletivamente de ressaca da diálise ou eliminação da diálise. A gravidade desses sintomas geralmente é proporcional à quantidade e à velocidade da remoção do fluido. Entretanto, o impacto de uma determinada quantidade ou taxa de remoção de fluidos pode variar muito de pessoa para pessoa e de um dia para o outro. Esses efeitos colaterais podem ser evitados e/ou sua gravidade reduzida limitando a ingestão de líquidos entre os tratamentos ou aumentando a dose de diálise, por exemplo, fazendo diálise com mais frequência ou por mais tempo por tratamento do que o padrão de três vezes por semana, de três a quatro horas por esquema de tratamento.

#### Relacionado ao acesso
Como a hemodiálise requer acesso ao sistema circulatório, os pacientes submetidos à hemodiálise podem expor seu sistema circulatório a micróbios, o que pode levar à bacteremia, uma infecção que afeta as válvulas cardíacas (endocardite) ou uma infecção que afeta os ossos (osteomielite). O risco de infecção varia dependendo do tipo de acesso utilizado. Hemorragia também pode ocorrer, novamente o risco varia dependendo do tipo de acesso utilizado. As infecções podem ser minimizadas seguindo rigorosamente as melhores práticas de controle de infecção.

#### Deslocamento da agulha venosa
O deslocamento da agulha venosa (DAV) é uma complicação fatal da hemodiálise, onde o paciente sofre perda rápida de sangue devido à fixação vacilante da agulha no ponto de acesso venoso.

#### Relacionado à anticoagulação
A heparina não fracionada (HNF) é o anticoagulante mais comumente usado em hemodiálise, pois geralmente é bem tolerada e pode ser rapidamente revertida com sulfato de protamina. A heparina de baixo peso molecular (HBPM) está, no entanto, a tornar-se cada vez mais popular e é agora a norma na Europa Ocidental. Comparado com a HNF, a HBPM tem a vantagem de um modo de administração mais fácil e sangramento reduzido, mas o efeito não pode ser facilmente revertido. A heparina pode raramente causar uma baixa contagem de plaquetas devido a uma reação chamada trombocitopenia induzida por heparina (TIH). O risco de TIH é menor com HBPM em comparação com HNF. Nesses pacientes, anticoagulantes alternativos podem ser usados. Embora a HIT cause uma baixa contagem de plaquetas, ela pode paradoxalmente predispor à trombose. Ao comparar HNF com HBPM quanto ao risco de efeitos adversos, as evidências são incertas quanto à abordagem de tratamento para sangue fino que tem menos efeitos colaterais e qual é a estratégia de tratamento ideal para prevenir coágulos sanguíneos durante a hemodiálise. Em pacientes com alto risco de sangramento, a diálise pode ser realizada sem anticoagulação.

#### Síndrome do primeiro uso
A síndrome do primeiro uso é uma reação anafilática rara, mas grave, ao rim artificial. Seus sintomas incluem espirros, chiado no peito, falta de ar, dor nas costas, dor no peito ou morte súbita. Pode ser causado por esterilizante residual no rim artificial ou no próprio material da membrana. Nos últimos anos, a incidência da síndrome do primeiro uso diminuiu, devido ao aumento do uso de irradiação gama, esterilização a vapor ou radiação por feixe de elétrons em vez de esterilizantes químicos e ao desenvolvimento de novas membranas semipermeáveis de maior biocompatibilidade. Novos métodos de processamento de componentes de diálise anteriormente aceitáveis devem sempre ser considerados. Por exemplo, em 2008, ocorreram uma série de reacções do tipo primeira utilização, incluindo mortes, devido à heparina contaminada durante o processo de fabrico com sulfato de condroitina supersulfatado.

#### Cardiovascular
As complicações de longo prazo da hemodiálise incluem amiloidose associada à hemodiálise, neuropatia e várias formas de doença cardíaca. Foi demonstrado que o aumento da frequência e da duração dos tratamentos melhora a sobrecarga de fluidos e o aumento do coração, comumente observados nesses pacientes.

#### Deficiência de vitaminas
A deficiência de folato pode ocorrer em alguns pacientes em hemodiálise.

#### Desequilíbrios eletrolíticos
Embora um fluido de diálise, que é uma solução contendo eletrólitos diluídos, seja empregado para a filtração do sangue, a hemodiálise pode causar um desequilíbrio eletrolítico. Esses desequilíbrios podem derivar de concentrações anormais de potássio (hipocalemia, hipercalemia) e sódio (hiponatremia, hipernatremia). Esses desequilíbrios eletrolíticos estão associados ao aumento da mortalidade cardiovascular.